# Opel Vectra GTS V8
L’Opel Vectra GTS V8 est un prototype de voiture de course d’Adam Opel AG conçu pour une utilisation exclusive en DTM, où il a concouru contre l’Audi A4 DTM et la Mercedes Classe C en 2004 et 2005. La Vectra GTS V8 a remplacé l’Astra V8 Coupé.

## Historique
Pour la saison 2004 du DTM, il y a eu un accord entre les constructeurs concernés pour utiliser les berlines comme véhicule de base à partir de cette saison. L’ITR voulait ainsi donner l’exemple aux nouveaux constructeurs qui ont été dissuadés par l’interdiction des berlines en 2000. Avec l’Audi A4, la Mercedes Classe C et l’Opel Vectra, tous les constructeurs disposaient désormais d’une carrosserie de série comparable. Pour la Vectra C, Opel a choisi la variante à hayon appelée GTS et non la variante tricorps qui avait été choisie pour la Vectra B lors de la Super Tourenwagen Cup en 1997. Des mesures comparatives en soufflerie ont révélé que la variante GTS avait un meilleur aérodynamisme.
Cependant, avec la Vectra, Opel n’a joué qu’un rôle d’outsider en DTM. Le meilleur placement a été la troisième place de Manuel Reuter à Oschersleben.
À la fin de la saison 2004, General Motors a annoncé le retrait d’Opel du DTM. La décision a été prise par la société mère en raison d’un programme de restructuration drastique. Bien que la sortie n’ait eu lieu qu’un an plus tard, après la fin de la saison 2005, cette dernière n’a été réalisée qu’avec un budget limité. Le véhicule de l’année précédente n’a été développé que dans des détails et n’a donc pas eu plus de succès que les années précédentes. Au moins deux troisièmes places de Heinz-Harald Frentzen à Brno et Zandvoort ont été les meilleurs résultats.
La marque premium Lexus, qui fait partie du groupe Toyota, a acheté une Vectra GTS V8 de la saison 2004 à Opel et a conçu sa propre silhouette basée sur la Lexus IS. Ce véhicule a été testé par Lexus et exposé au Japan Mobility Show 2007. Cependant, il n’y avait aucune spéculation sur l’entrée de Lexus en DTM.

## Équipes et pilotes
Avec l’introduction de la Vectra dans le DTM en 2004, au total, six véhicules ont été utilisés lors de la première saison, dont trois chacun ont été pris en charge par Phoenix Motorsport et Holzer Motorsport. Phoenix s’est assuré les services de Laurent Aïello, Marcel Fässler et Peter Dumbreck, tandis que Holzer a recruté Heinz-Harald Frentzen, Timo Scheider et Manuel Reuter. Seule l’OPC Euroteam utilisait encore une Astra V8 de l’année précédente avec Jeroen Bleekemolen, mais lors de sa course à domicile à Zandvoort, il a également été autorisé à prendre le départ avec une Opel Vectra GTS V8.
En 2005, Holzer et Phoenix n’utilisaient chacun que deux voitures, avec Aïello et Reuter et avec Frentzen et Fässler respectivement.

## Résultats individuels
| Équipe               | Pilote                          | Nr.                  | 1             | 2             | 3            | 4             | 5             | 6             | 7             | 8             | 9             | 10           | 11            |
| -------------------- | ------------------------------- | -------------------- | ------------- | ------------- | ------------ | ------------- | ------------- | ------------- | ------------- | ------------- | ------------- | ------------ | ------------- |
| Championnat DTM 2004 | Championnat DTM 2004            | Championnat DTM 2004 | Allemagne HO1 | Portugal EST  | Italie ADR   | Allemagne LAU | Allemagne NOR | Chine SHA1    | Allemagne NÜR | Allemagne OSC | Pays-Bas ZAN  | Tchéquie BRN | Allemagne HO2 |
| Phoenix              | Suisse Marcel Fässler           | 3                    | NPF           | 20            | NPF          | 7             | NPF           | 14            | 4             | 8             | 10            | 4            | NPF           |
| Phoenix              | France Laurent Aïello           | 4                    | 9             | 8             | 6            | 4             | NPF           |               | 9             | 6             | NPD           | 15           | NPF           |
| Phoenix              | Royaume-Uni Peter Dumbreck      | 14                   | 6             | 9             | NPF          | 11            | 7             |               | 8             | 11            | NPD           | 9            | NPF           |
| Holzer               | Allemagne Heinz-Harald Frentzen | 9                    | 11            | 12            | 12           | NPF           | NPF           | 7             | NPF           | 14            | NPD           | 6            | 12            |
| Holzer               | Allemagne Manuel Reuter         | 10                   | 10            | 16            | 13           | 8             | 8             |               | 12            | 3             | 8             | 12           | NPF           |
| Holzer               | Allemagne Timo Scheider         | 15                   | 8             | 6             | 5            | 16            | NPF           | NPF           | 6             | 7             | 12            | 7            | 9             |
| Euroteam             | Pays-Bas Jeroen Bleekemolen     | 16                   |               |               |              |               |               |               |               |               | 13            |              |               |
| Championnat DTM 2005 | Championnat DTM 2005            | Championnat DTM 2005 | Allemagne HO1 | Allemagne LA1 | Belgique SPA | Tchéquie BRN  | Allemagne OSC | Allemagne NOR | Allemagne NÜR | Pays-Bas ZAN  | Allemagne LA2 | Turquie IST  | Allemagne HO2 |
| Phoenix              | Suisse Marcel Fässler           | 9                    | 9             | 13            | 5            | 15            | 8             | NPF           | 13            | 5             | NPF           | 10           | 6             |
| Phoenix              | Allemagne Heinz-Harald Frentzen | 10                   | NPF           | 14            | 15           | 3             | 14            | 6             | 12            | 3             | 7             | NPF          | 18            |
| Holzer               | France Laurent Aïello           | 11                   | NPF           | 10            | 7            | 16            | 7             | 12            | 9             | 14            | 4             | 6            | 9             |
| Holzer               | Allemagne Manuel Reuter         | 12                   | NPF           | 16            | 16           | NPF           | 15            | 9             | 20            | NPF           | 5             | 14           | 12            |

1 La course de Shanghai ne comptait pas pour le championnat.